# Миннегулов, Хатип Юсупович
Хати́п Юсу́пович Миннегу́лов (тат. Хатыйп Йосыф улы Миңнегулов; род. 12 мая 1939, Сармаш-по-Ирне, Заинский район, Татарская АССР, РСФСР, СССР) — советский и российский литературовед. Доктор филологических наук (1991), профессор (1992). Заслуженный деятель науки Российской Федерации (2005), заслуженный деятель науки Республики Татарстан (1994). Лауреат Государственной премии Республики Татарстан в области науки и техники (1995).
Из деревенской семьи, воспитывался матерью после гибели отца на фронте. В 1964 году окончил отделение татарского языка и литературы историко-филологического факультета Казанского государственного университета имени В. И. Ульянова-Ленина. В годы учёбы трудился рабочим, был журналистом ряда изданий, вступил в КПСС, затем работал в партийных органах Сармановского района. С 1967 года преподавал на кафедре татарской литературы Казанского университета, был заместителем декана филологического факультета (1984—1989), председателем совета по защите диссертаций по филологическим наукам (1991—2020), заведующим кафедрой истории татарской литературы (1999—2009), создав за это время свою научную школу. В 1992 году принят в Союз писателей Республики Татарстан. В научной работе специализируется на литературоведении, тюркологии, ориенталистике, литературной критике, является автором большого количества трудов по истории татарской литературы времён Средневековья и Золотой Орды. Значительный вклад внёс и в изучение литературы стран Востока, арабской, персидской и турецкой, в литературоведческий анализ таких жанров восточной поэзии, как газель, рубаи, дастан. Помимо этого, в своей работе затрагивает тему состояния современной татарской литературы, вопросы творчества А. Гилязова, Р. Гаташа, Ф. Байрамова.

## Биография
Хатип Юсупович Миннегулов родился 12 мая 1939 года в деревне Сармаш-по-Ирне Заинского района Татарской АССР. Из крестьянской семьи. Отец — Юсуф Миннегулович (1909—1944), тракторист-комбайнёр, погиб на фронте Великой Отечественной войне в Белоруссии. Мать — Гайнелхаят Шайхелисламовна (1912—1999), в послевоенные годы в одиночку воспитала четверых детей. Пятый ребёнок, дочь Халиса (1941—1942), скончалась в младенчестве от болезни. Брат — Миргалим (р. 1935, капитан дальнего плавания), сёстры — Гульнур (р. 1937, работник связи), Ханифа (р. 1939, учитель).
Хатип Юсупович Миннегулов с детства стремился к знаниям, был активным ребёнком, помогал матери по хозяйству. С юных лет интересовался литературой, рано начал писать стихи, очерки, статьи. В 1946 году окончил начальную четырёхклассную школу в родной деревне, в 1953 году — семилетнюю в соседнем селе Фёдоровка в двух километрах. Не имея возможности продолжить обучение из-за финансовых проблем, следующий год работал в колхозе «Вперёд». В 1954 году поступил в среднюю школу села Старый Кашир Сармановского района за 25 километров, которую окончил в 1957 году, после чего хотел остаться в родной деревне и отработать два обязательных года в колхозе для дальнейшего поступления в Казанский авиационный институт. Однако, в том же году по приглашению брата приехал в Таджикскую ССР, где работал на урановом заводе в посёлке Табошар Ленинабадской области, также занимался уборкой хлопка.
В 1958 году из-за болезни матери вернулся на родину, где стал заведующим деревенского клуба, а также корреспондентом районной газеты «Кызыл Зәй». В 1959 году уехал в Казань, поступил на отделение татарского языка и литературы историко-филологического факультета Казанского государственного университета имени В. И. Ульянова-Ленина. В студенческие годы заинтересовался литературной критикой, был известен среди товарищей как «наш Белинский», публиковался в газете «Татарстан яшьләре», был внештатным корреспондентом «Радио Татарстана». В 1962—1963-м учебном году был переведён на заочное обучение и по распределению отправлен в Пензенскую область, где работал учителем в средней школе села Кутеевка Белинского района. В 1963 году принят кандидатом в члены КПСС, а в следующем году вступил в партию. Окончив университет в 1964 году, трудился директором средней школы села Чукмарлы и секретарём партийного комитета колхоза «Чулпан» Сармановского района (1964—1966), затем был заведующим кабинетом партийного просвещения и исполняющим обязанности заведующего отделом пропаганды и агитации Сармановского районного комитета КПСС (1966—1967).
В 1967 году перешёл на работу ассистентом на кафедру татарской литературы Казанского университета, где с 1974 года был старшим преподавателем, а с 1981 года — доцентом. Учёной работой занялся сравнительно поздно. В 1972 году получил учёную степень кандидата филологических наук, защитив диссертацию «Переводы и оригинальные произведения Саифа Сараи» под научным руководством профессора X. У. Усманова. В 1984—1989 годах был заместителем декана филологического факультета по вечернему и заочному обучению, неоднократно исполнял обязанности декана и заведующего кафедрой. Также являлся заместителем секретаря и секретарём партбюро историко-филологического факультета (1974—1976), секретарём партбюро филологического факультета (1984—1989), был парторгом отделения татарской филологии, председателем группы народного контроля и заведующим жилищно-бытовым сектором народного контроля на филфаке. В 1991 году стал доктором филологических наук по итогам защиты диссертации на тему «Татарская литература и восточная классика (Вопросы взаимосвязей и поэтики)». В 1992 году получил учёное звание профессора. В 1999—2009 годы занимал пост заведующего кафедрой истории татарской литературы факультета татарской филологии и истории КФУ. Состоял в совете по защите диссертаций по филологическим наукам при Казанском университете (1991—2020), где был учёным секретарём (1991—2001) и заместителем председателя (2001—2008). За годы работы Миннегулов создал собственную литературоведческую школу, обучив несколько поколений студентов, а под его руководством было написано более десятка кандидатских диссертаций.
Член Союза писателей Республики Татарстан (с 1992 года). Был президентом «Общества Тукая» (1999—2015), членом правления (2002—2005) и коллегии (2005—2011) СП РТ. На протяжении ряда лет являлся членом диссертационного совета при Институте языка, литературы и искусства имени Г. Ибрагимова, учёным секретарём совета по литературоведению при Академии наук Республики Татарстан, председателем секции «Языки и литература народов РФ» Учебно-методического объединения высших учебных заведений Российской Федерации, был членом редколлегии журналов «Казан утлары» и «Фәнни Татарстан», главной научно-редакционной коллегии «Татарской энциклопедии», членом учёного совета Национального музея Республики Татарстан. Также сотрудничает с Тюменским государственным университетом, где был председателем государственной экзаменационной комиссии на татарском отделении. Ныне является профессором-консультантом кафедры татарской литературы Высшей школы национальной культуры и образования имени Г. Тукая при Институте филологии и межкультурной коммуникации Казанского (Приволжского) федерального университета.
Удостоен почётных званий заслуженного деятеля науки Российской Федерации (2005) и Республики Татарстан (1994). В 1995 году получил Государственную премию Республики Татарстан в области науки и техники за монографию «Татарская литература и восточная классика». Также является обладателем литературных премий имени Кул Гали (1998), Г. Исхаки (2005), Дж. Валиди (2014), С. Рафикова (2015), Х. Атласи (2017), Ш. Марджани (2017). Лауреат конкурсов на лучшую научную работу Казанского университета (1983, 1994), широко известен педагогам и учащимся своими учебниками по истории татарской литературы, победитель VII общероссийского конкурса изданий для вузов «Университетская книга» (2015) с учебным пособием «Восточная классика и татарская литература».

## Научная работа
По мнению биографов Миннегулова, учёный отличается значительной эрудицией, увлечённостью делом, трудолюбием и целеустремлённостью как на ниве литературоведения, тюркологии, ориенталистики, литературной критики, так и в профессорской и общественной работе, выступая как внимательный педагог, друг и помощник студента, прирождённый оратор, мастер татарского словесного искусства, владеющий всем богатством фактического материала в сочетании с ясностью и доступностью изложения. Специализируется на древней и средневековой татарской литературе, её взаимосвязей с Востоком, с арабской, персидской и турецкой литературами, изучении литературы XX—XXI веков, татарской литературы и печати зарубежья, а также методики и теории словесности. Является автором около полутора тысяч публикаций, в том числе порядка пятидесяти книг, более десятка монографий, сотен научных сборников, текстологических работ, хрестоматий, учебников, методических пособий по татарской литературе для школ, специальных и высших учебных заведений. Владеет английским, немецким, казахским, турецким, узбекским, арабским, персидским, старотюркским языками.
Первые научные работы Миннегулова посвящены исследованиям литературы древних эпох, Средневековья, Золотой Орды, вопросам своеобразия творчества и текстологии наиболее ярких представителей тюрко-татарской литературы. Занявшись изучением своеобразного жанра обрамлённой повести (кысалы кыйсса), результатом чего стал выход монографии «Обрамлённые повести в восточной и татарской литературах» (1988), Миннегулов проанализировал данные такого рода произведений с точки зрения взаимосвязи фольклора и письменной литературы, использования переводов и заимствования текста в них из работ других писателей. Он широко подошёл к вопросу изучения распространённости на Востоке таких произведений, как «Калила ва Димна», «Тути-наме», «Тысяча и одна ночь», значительно расширив базу научно-теоретических и литературных источников, выявил идейно-эстетические и поэтические особенности произведений, дал им сравнительную оценку. Особо Миннегулов остановился на анализе тех путей, которыми данная литература доходила до татарского читателя, каково было влияние произведений на духовную жизнь народа. В частности, по его мнению, популярности восточной литературы у татар способствовало её жанровое богатство, отражение в произведениях самых прекрасных человеческих качеств и духовных ценностей, ответов на актуальные вопросы бытия, что в конечном счёте послужило основой для оживления собственной национальной литературы. Значительный вклад Миннегулов внёс в научный анализ таких классических жанров восточной поэзии, как газель, рубаи, дастан, иляхи бейт, китта, мадхия, марсия, мунаджат, насихатнаме, тазкира, фард, хаджнаме, хикаят, хикмет.

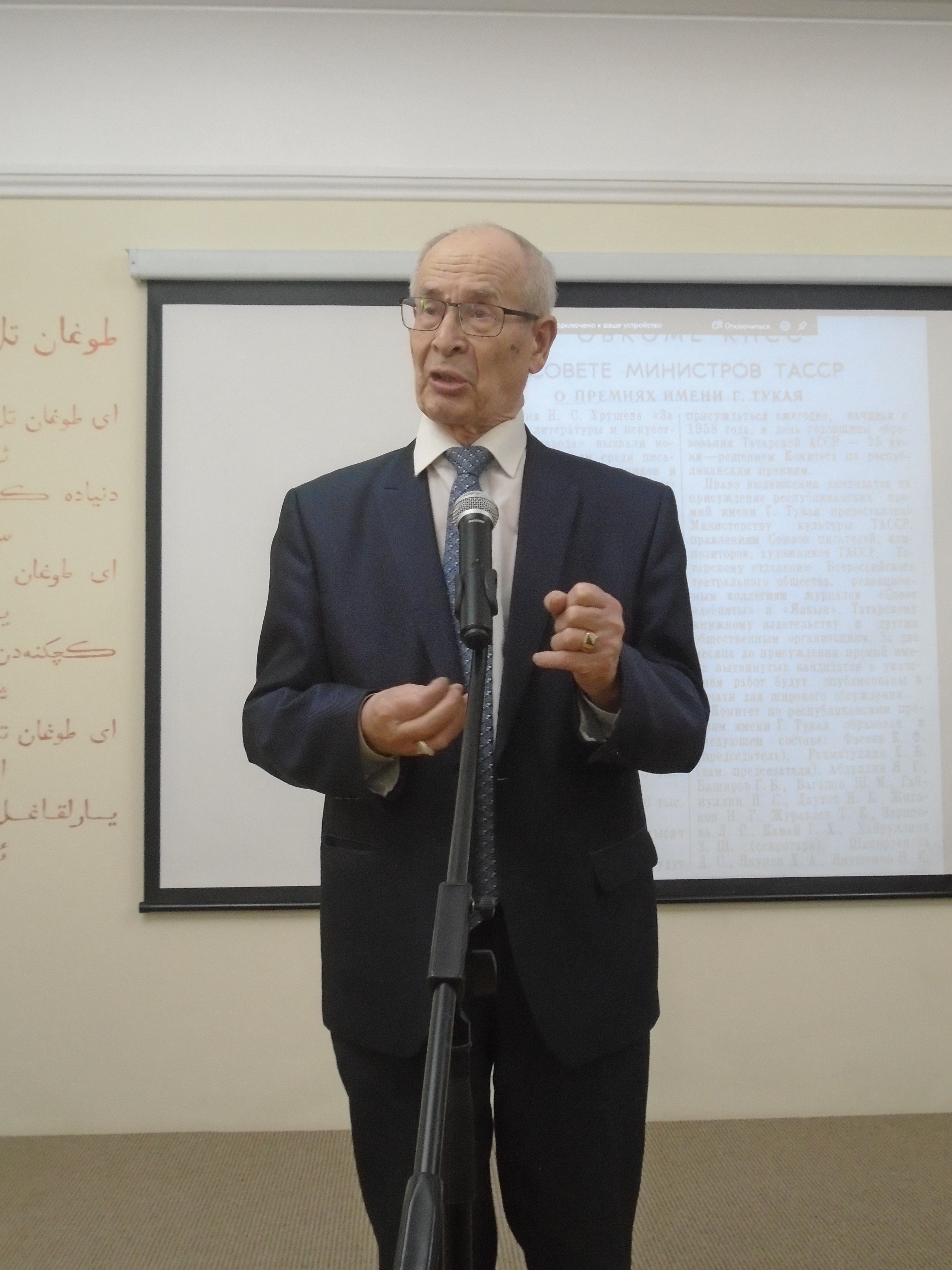
На выступлении о Тукае, 2023 год

Особое признание в научном мире Миннегулов снискал фундаментальным трудом «Татарская литература и восточная классика (Вопросы взаимосвязей и поэтики)» (1993), в котором дал описание огромного отрезка истории татарской литературы, проанализировав её многовековые тесные связи с арабской, персидской и турецкой литературами. Изучив многочисленные исторические, географические, религиозные и литературные источники, он пришёл к выводу о том, что татары издавна имели тесные связи с народами Востока, а татарская литература по сути своей является одной из ветвей мусульманской культуры, в чём испытала на себе сильное влияние восточной литературы. По словам Миннегулова, успехи татарской литературы к началу XX века обусловлены восточным и тюркским наследием, без которого немыслимо творчество С. Сараи, Ю. Баласагуни, Кутба, Х. Кятиба, Мухамедьяра, Г. Утыз-Имяни, М. Колый, К. Насыри, всего национального литературного творчества дотукаевского периода за пятнадцать веков его развития. Подходя к оценке произведений с должным уважением, художественным вкусом, взвешенностью суждений, Миннегулов получил известность и признание своими трудами, посвящёнными научному анализу творчества как писателей исторического прошлого, так и современных литераторов, например, Ю. Баласагуни, А. Ясави, Кутб, М. Булгари, С. Сараи, Мухамедьяр, Ш. Заки, К. Насыри, Г. Чокрый, М. Акмулла, М. Акъегетзаде, С. Кукляшев, Р. Фахретдин, Ф. Халиди, З. Бигиев, Г. Тукай, Г. Исхаки, Дердменд, С. Рамиев, Ш. Бабич, М. Гафури, Г. Ибрагимов, М. Джалиль, К. Булатова, А. Гилязов, А. Рашит, А. Синегул, Р. Гаташ, Ф. Байрамова, а также Т. Шевченко, М. Ауэзов, Ч. Айтматов.
Миннегулов также изучает зарубежную татарскую литературу и периодическую печать, творчество писателей-эмигрантов, чему посвятил многочисленные статьи в сборниках «Наше слово в мире…» (1999) и «Слушая эхо веков…» (2003), монографии «Творчество Гаяза Исхаки в эмиграции» (2004) и «Татарская литература Зарубежья» (2007). Похвальную оценку получило исследование эмигрантского периода жизни и творчества Г. Исхаки, данное в рамках единой целостной системы. По словам Миннегулова, вынужденная эмиграция серьёзно повлияла как на проблематику произведений, так и на жизненную картину мира, отстаиваемые писателем идеи и взгляды. По его выводам, Исхаки выступил как продолжатель национально-гуманистических традиций татарских литераторов начала XX века, обогатил её новыми оттенками, а его творчество может быть рассмотрено только во взаимосвязи со всей татарской художественной литературой. В книге о татарской литературе зарубежья Миннегулов сосредоточился на теме, до того времен остававшейся вне поля научного исследования. Учитывая, что татары везде занимались просветительством и творчеством, в разных странах издавали газеты и журналы, учёный проанализировал обширный массив печатных источников, представил богатую информацию о зарубежных татарских изданиях, обстоятельный анализ опубликованным стихотворениям, рассказам, драмам. Уделив внимание большому количеству литераторов, Миннегулов сосредоточился на тех авторах, которые своим творчеством определили художественно-эстетическое направление зарубежной татарской литературы, как, например, С. Гиффат, Ш. Клявли, Х. Габдюш, М. Исмагили, Х. Хамидулла. Проанализировав тематику, мотивы, изобразительные средства, язык и стиль произведений, учёный пришёл к выводу о том, центральным местом творчества эмигрантских литераторов являются тоска по родной земле, размышления о прошлом, настоящем и будущем татарского народа, борьбе за независимость и счастье, что не отличает их от татарских литераторов советского времени.
Масштабный труд «Этапы развития тюркотатарской, античной и русской литератур» (2014) по-новому представил Миннегулова, в качестве не только специалиста по тюрко-татарской литературе с древнейших времен до наших дней в художественно-эстетической и национально-философской плоскостях взаимоотношений с культурой народов Востока, но и как исследователя влияния античной цивилизации, древнегреческих и древнеримских литераторов и философов на мировой литературный процесс, и на русскую литературу в частности. Обозначив лишь отдельные аспекты такого обширного научного вопроса, учёный подвёл серьёзную базу под дальнейшие исследования тюрко-татарской литературы в сравнительно-историческом плане с античной и русской литературами. Внимания также заслуживает текстологическая работа учёного, он подготовил и выпустил в собственном переводе лирику и дастаны С. Сараи, произведение «Рисалаи Газиза» Т. Ялчыгула, стихотворный роман «Хосров и Ширин» Кутба, снабдив их своими научными комментариями и предисловиями. Такие книги Миннегулова, как «Размышления на стыке веков» и «Записи разных лет» (обе — 2010), по оценкам критики, также положительно были восприняты общественностью как задающие направление научным спорам, пробуждающие интерес к новым поискам и исследованиям. Также является автором мемуаров «Воспоминания о моей долгой жизни» в двух томах (2018, 2021).

## Награды
Звания
- Почётное звание «Заслуженный деятель науки Российской Федерации» (2005 год) — за заслуги в научной деятельности[50].
- Почётное звание «Заслуженный деятель науки Республики Татарстан[тат.]» (1994 год) — за плодотворную научно-педагогическую деятельность в области татарской литературы[51][52].
- Почётное звание «Заслуженный профессор Казанского университета» (2009 год)[53][54].
- Звание «Ветеран труда» (2001 год)[55][56].

Медали, знаки отличия

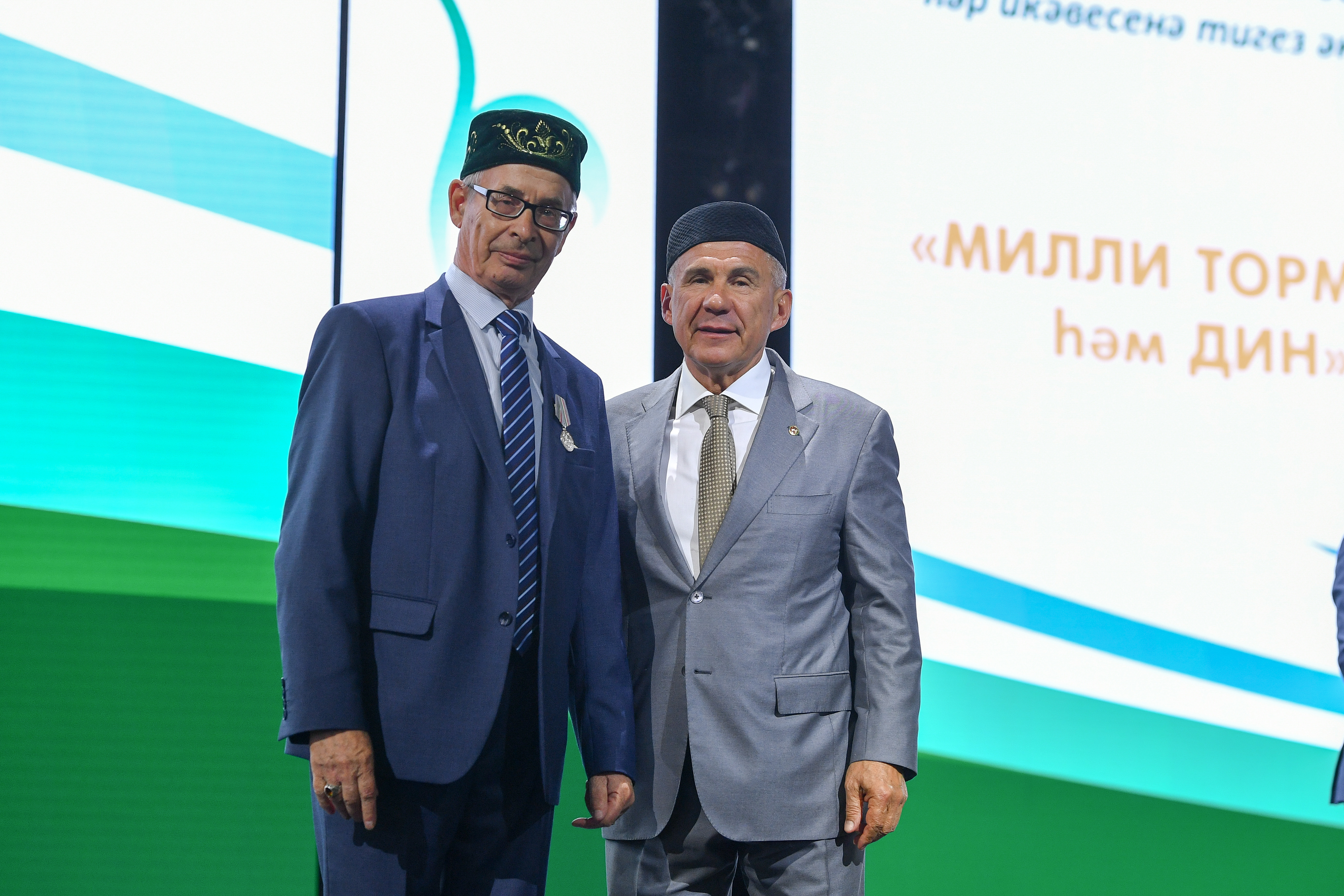
На вручении медали, 2019 год

- Медаль «В память 1000-летия Казани» (2005 год)[55][57].
- Медаль «За доблестный труд» (2019) — за большой вклад в сохранение и развитие татарской национальной культуры, укрепление мира и межнационального согласия[58]. Вручена президентом Республики Татарстан Р. Н. Миннихановым на X Всероссийском форуме татарских религиозных деятелей в центре «Казань Экспо»[59].
- Почётная грамота Республики Татарстан (2000 год) — за многолетнюю плодотворную научную, педагогическую деятельность[1][60].
- Благодарственное письмо Председателя Государственного Совета Республики Татарстан (2019 год) — за существенный вклад в культурное развитие Республики Татарстан[61][62].
- Нагрудный знак «За заслуги в образовании» министерства образования Республики Татарстан (2003 год)[30].
- Нагрудный знак «За достижения в культуре» министерства культуры Республики Татарстан (2019 год)[9].
- Серебряная медаль «За достижения в науке» Академии наук Республики Татарстан (2019 год)[63].
- Медаль «За большие заслуги перед татарским народом»[тат.] (2019 год)[64].
- Знак «Победитель социалистического соревнования 1980 года» (1981 год)[65][27].
- Знак «Ударник строительства КамАЗа» (1982 год)[66][65].
- Занесение в Республиканскую Книгу почёта Татарского обкома КПСС (1966 год) — за активное участие в пропагандистской и массово-политической работе[21].

Премии
- Государственная премия Республики Татарстан в области науки и техники (1995 год) — за монографию «Татарская литература и восточная классика (вопросы взаимосвязей и поэтики)», изданную в 1993 году[67].
- Университетская премия первой степени (1983 год) — за цикл работ «Памятники татарской литературы XIX века»[1][52].
- Университетская премия первой степени (1994 год) — за работу «Татарская литература и восточная классика (вопросы взаимосвязей и поэтики)»[1][60].
- Премия имени Ш. Марджани (2017 год) — за научные труды «Этапы развития тюрко-татарской, античной и русской литератур», «Идея государственности в тюрко-татарской литературе VII—XVI вв.»[68].
- Премия имени Х. Атласи (2017 год) — за преданность делу национального просвещения и развития татарского народа[69].
- Премия имени С. Рафикова[тат.] (2015)[32].
- Премия имени Дж. Валиди (2014 год)[70].
- Премия имени Г. Исхаки (2005 год)[71].
- Премия имени Кул Гали (1998 год)[30].

## Личная жизнь
Жена — Рамзия Садриевна, родом из Сармановского района, выпускница физико-математического факультета Карагандинского университета, программист, поженились в 1964 году. Двое детей: сын Булат (род. 1965, выпускник Казанского инженерно-строительного университета) и дочь Гульназ (род. 1967, выпускница Ленинградского института физической культуры имени П. Ф. Лесгафта, гимнастка, мастер спорта СССР, в результате несчастного случая в 1989 году осталась инвалидом).